# ジョン・アールバーグ (スキーヤー)
ジョン・アールバーグ（John Aalberg、1960年10月14日 - ）は、ノルウェーの元アメリカ人クロスカントリースキーヤー、1992年アルベールビル・1994年リレハンメルオリンピックでクロスカントリースキーに出場した。

## 冬季オリンピック記録

### 冬季オリンピック
- 1992年アルベールビル：12位リレー、18位クラシック10 km、26位15 km追跡、33位50kmフリースタイル
- 1994年リレハンメル：13位リレー、33位15 km追跡、43位30 kmフリースタイル、45位10kmクラシック

### ノルディックスキー世界選手権
- 1993年ファールン：12位リレー、33位10kmクラシック、37位50kmフリースタイル、39位15km追跡